# Астратово (Островська волость)
Астратово (рос. Астратово) — присілок в Островському районі Псковської області Російської Федерації.
Населення становить 19 осіб. Входить до складу муніципального утворення Островська волость.

## Історія
Від 2015 року входить до складу муніципального утворення Островська волость.

## Населення
1. Н/Д[2]